# Kent Farrington
Kent Farrington, född den 28 december 1980 i Chicago, Illinois, är en amerikansk ryttare.
Han tog OS-silver i lagtävlingen i hoppning i samband med de olympiska tävlingarna i ridsport 2016 i Rio de Janeiro.